# 一勢流
一勢流（いっせりゅう）は、山雲圓信光方が開いた柔術の流派である。
柔術の事を手詰と称しており伝書では一勢流手詰と書かれいてる。

## 歴史
楠木正成を遠祖として江戸時代に山雲圓信光方が開いたとされる。
山雲圓信光方は一勢流の他に剣術流派である阿字一刀流を開いた。
二代目は味岡久右衛門光綱が継いだ。